# شهرستان آروشا

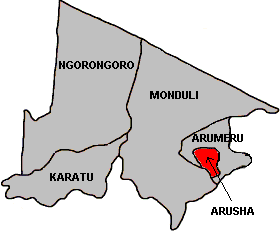
شهرستانهای استان آروشا

شهرستان آروشا یکی از شهرستان‌های پنجگانه تابعه استان آروشا در کشور تانزانیا می‌باشد و مرکز اقتصادی و منطقه‌ای برای شهر آروشا به حساب می‌آید و یکی از ثروتمندترین شهرستانهای تانزانیا می‌باشد.
شهرستان آروشا از سمت جنوب با شهرستان ماندولی و از شمال شرقی و غرب با شهرستان آرومرو همسایه می‌باشد.
برپایه نتایج سرشماری عمومی نفوس و مسکن که در سال ۲۰۰۲ توسط دولت تانزانیا انجام شد جمعیت این شهرستان بالغ بر ۱٬۲۸۸٬۰۸۸ نفر اعلام شده‌است.

## بخش‌ها
شهرستان آروشا به لحاظ اداری و مدیریتی به ۱۷ بخش تقسیم شده‌است. بخشهای:
- بارا
- دارجا امبیلی
- اله‌رای
- انگوتوتو
- کالولنی
- کاتی
- کیماندولو
- لمارا
- له‌ولوسی
- انگارنارو
- اولوئیرین
- سه‌که‌یی
- سوکون آی
- سومبه‌تی‌نی
- ترات
- تمی
- اونگا ال‌تی‌دی